# 自环

顶点1含有自环的图

在图论中，自环（Loop）是一条顶点与自身连接的边。简单图中不包含自环。
根据上下文的不同，一个图或者多重图可能被定义为允许或不允许拥有自环（通常与允许或不允许拥有重边一致）：
- 当允许重边与自环存在于图中时，没有重边或自环的图通常被称为“简单图”与图区分开。
- 当不允许重边与自环存在于图中时，含有重边或自环的图通常被称为“多重图”或“伪图”与图区分开。

在只有一个顶点的图中，所有的边都必须是自环。这种图叫花束图。

## 度
在无向图中，顶点的度等于相邻顶点的个数。
自环是其中一个特殊情况，它增加了顶点两个度。这可以针对自环边中的每个顶点考虑其相邻顶点都是自己来理解。换句话说，一个带有自环的顶点从顶点的两端“看到”自己是一个相邻顶点，因此是添加了两个度而不是一个。
在有向图中，自环使该顶点的入度与出度均增加一。

## 外部連結
- 本条目引用的公有领域材料。材料来自NIST的文档：Black, Paul E. . 演算法與資料結構辭典.